# Rand Brooks
Pour les articles homonymes, voir Brooks.
Rand Brooks né le 21 septembre 1918 à Los Angeles, Californie, mort le 1er septembre 2003, à Santa Ynez, Californie est un acteur américain.

## Biographie
En 1938, il fait ses débuts au cinéma dans L'amour frappe André Hardy (Love Finds Andy Hardy). Un an plus tard, Brooks joue Charles Hamilton, le premier mari de Scarlett O'Hara (jouée par Vivien Leigh), dans le film classique Autant en emporte le vent. Viendront ensuite de nombreux films aux côtés de stars comme Spencer Tracy, Bette Davis et Lana Turner.
Au cours des années suivantes, il apparait dans de nombreuses productions télévisées, parmi lesquelles la série Rintintin (1954-1959), dans laquelle il interprète le rôle du Caporal Boone. En 1992, il reçoit le prix Golden Boot.
Sa première épouse est Lois Laurel, fille de l'acteur Stan Laurel.
De 1978 à sa mort en 2003, il est marié à Hermine Brooks. Il laisse deux enfants.

## Filmographie partielle
- 1938 : Coup de théâtre (Dramatic School) de Robert B. Sinclair : Pasquel Jr.
- 1939 : La Vieille Fille (The Old Maid) d'Edmund Goulding : Jim
- 1939 : Place au rythme (Babes in Arms) de Busby Berkeley : Jeff Steele
- 1939 : Autant en emporte le vent (Gone with the Wind) de Victor Fleming : Charles Hamilton
- 1940 : Le Fils de Monte-Cristo (The Son of Monte Cristo) de Rowland V. Lee : Hans Mirbach
- 1940 : Florian d'Edwin L. Marin
- 1940 : Laddie de Jack Hively : Peter Dover
- 1941 : Cheers for Miss Bishop de Tay Garnett : 'Buzz' Wheelwright
- 1941 : Niagara Falls de Gordon Douglas
- 1942 : The Sombrero Kid de George Sherman : Philip Martin
- 1948 : Jeanne d'Arc (Joan of Arc) de Victor Fleming : Jean d'Arc, le frère aîné de Jeanne
- 1948 : Les Reines du music-hall (Ladies of the Chorus) de Phil Karlson : Randy Carroll
- 1949 : Black Midnight d'Oscar Boetticher : Daniel Jordan
- 1954 : Rintintin : Caporal Randy Boone
- 1971 : Le Virginien (TV) saison 9 épisode 15 (The Politician) : Henri